# June Foray

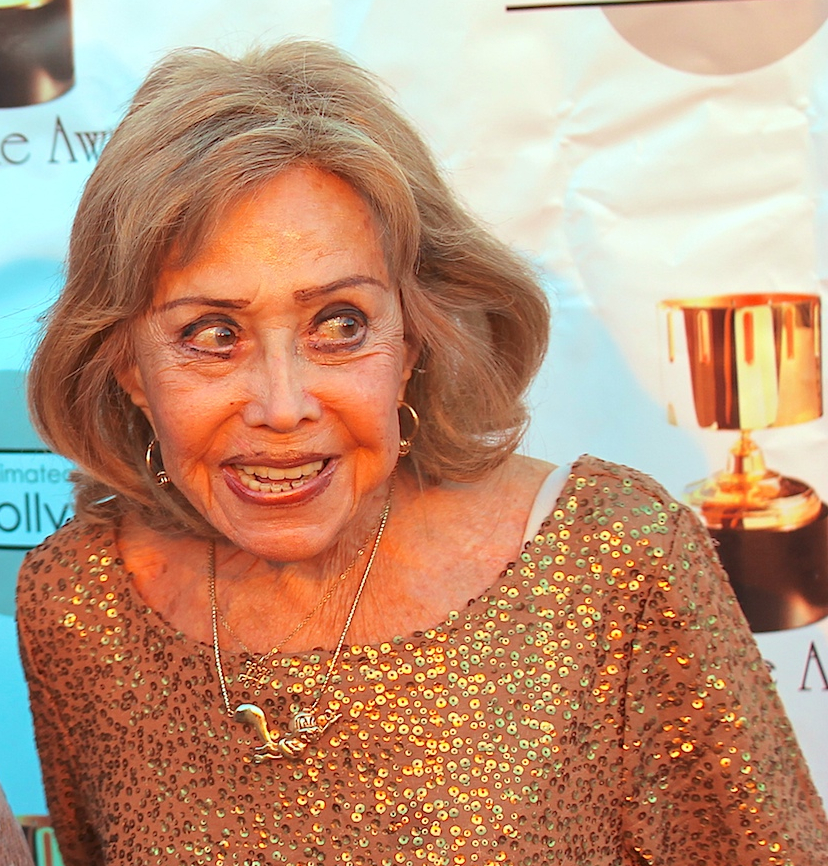
June Foray 2014.

June Lucille Foray, född 18 september 1917 i Springfield i Massachusetts, död 26 juli 2017 i Los Angeles, Kalifornien, var en amerikansk röstskådespelare som troligen är mest känd för att ha gjort rösten åt flygekorren Rocky i The Rocky and Bullwinkle Show. Hon medverkade även i många fler tecknade TV-serier och filmer, samt i kortfilmsserien Looney Tunes.

## Filmografi (i urval)
- 1953 – Peter Pan
- 1960 – Familjen Flinta (TV-serie)
- 1966 – How the Grinch Stole Christmas
- 1967 – George of the Jungle (TV-serie)
- 1969 – Scooby-Doo (TV-serie)
- 1976 – Mowgli's Brothers
- 1981 – Smurfarna (TV-serie)
- 1985 – Bumbibjörnarna (TV-serie)
- 1987 – Vem satte dit Roger Rabbit?
- 1987 – Ducktales (TV-serie)
- 1993 – Bonkers (TV-serie)
- 1993 – Rugrats (TV-serie)
- 1996 – Space Jam
- 1998 – Mulan
- 2000 – Rocky och Bullwinkle på äventyr
- 2003 – Looney Tunes: Back in Action
- 2004 – Mulan 2
- 2005 – Powerpuffpinglorna (TV-serie)
- 2009 – Flapjack (TV-serie)